# Lycamobile
Lycamobile és una operadora de xarxa mòbil virtual britànica (MVNO) que opera a 23 països fundada l'any 2006 per Allirajah Subaskaran.

## Negoci
Generera el gruix dels ingressos de Lycamobile dels seus productes SIM. Lycatel, que també forma part del grup LYCA, es dirigeix al mercats d'expatriats que volen fer trucades internacionals. La marca Lycamobile es va llançar el 2005 i el llançament fou als Països Baixos el 2006, amb més de 15 milions de clients de pagament a tot el món en 2016.
Lycamobile ven targetes SIM internacional de pagament. Com a MVNO, Lycamobile Leacs realitza les freqüències de ràdio dels operadors de xarxes de telefonia mòbil i formen associacions amb els operadors de cada país que serveix. Lycamobile també ha desenvolupat diferents estructures empresarials, com ara els arranjaments d'agregadors de MVNA a diferents països. Sovint ha adoptat una estratègia de fixació de preus agressiva a l'entrada a nous mercats per tal d'adquirir quota de mercat. En alguns casos, els socis de MNO de Lycamobile han estat sorpresos pel creixement real i no el seu propi creixement estimat projectat de productes Lycamobile. El 2015, Lycamobile va renovar un tracte MVNO multiany amb O2.
La seva filial espanyola fou adquirida per MÁSmóvil en 2020.

## Controvèrsies
El 2016, gairebé vint empleats de Lycamobile van ser arrestats a França, la meitat d'ells acusats de blanqueig de diners. A partir del 2020, Lycamobile va tenir tres grans disputes fiscals amb el servei britànic de hisenda, HM Revenue and Customs.
El 2015, l'analista mòbil de la revista PC Magazine va aconsellar als clients dels Estats Units a «Fer una ullada a alguns dels portadors virtuals més petits que poden oferir un millor servei al client o plans més personalitzats», com Lycamobile. El 25 de juliol de 2015, el Better Business Bureau (BBB) li va atorgar la quota F (en una escala d'A + a F) per la falta de respondre a 28 de 47 queixes, però en 2021 l'Organització de Consumidors i Usuaris qualificava la companyia com bona.